# Takeoff
Kirsnick Khari Ball, mer känd som Takeoff, född 18 juni 1994 i Lawrenceville i Georgia, död 1 november 2022 i Houston i Texas, var en amerikansk rappare. Han var mest känd som den yngste medlemmen i hiphopgruppen Migos bestående av Quavo och Offset. Gruppen nådde vid flera tillfällen upp till topp-10 på Billboard Hot 100, med bland annat låtar som "MotorSport" och "Bad And Boujee". Han har även blivit nominerad till en Grammy Awards vid två tillfällen.

## Biografi
Kirsnick Khari Ball föddes och växte upp i Lawrenceville i Georgia med sin mor. 2008 bildade han Migos med familjemedlemmarna, Kiari Cephus (Offset), Quavious Marshall (Quavo) gruppens mest framgångsrika singel är "Versace" släppt 2013.

## Dödsskjutningen
Den 1 november 2022 bröt ett bråk ut i en bowlinghall då en person plötsligt öppnade eld och avlossade en skottsalva som träffade Ball i huvudet. En sjuksköterska som befann sig i närheten hörde skotten och rusade till hans undsättning, men när hon kom fram så hade Takeoff redan avlidit av sina skador.